# Larraun
Larraun (spanisch Larráun) ist eine aus zahlreichen Dörfern und Weilern bestehende Gemeinde (Municipio) mit 901 Einwohnern (Stand: 2024) im baskischsprachigen Norden von Navarra in Spanien. 

## Gemeindegliederung
1990 wurde die heutige Nachbargemeinde Lekunberri von Larraun eigenständig. Sie liegt inselartig inmitten der Gemeinde Larraun.
Zur heutigen Gemeinde gehören die Ortschaften Albiasu, Aldaz, Alli, Arruiz, Astiz, Azpíroz, Baráibar, Echarri, Errazquin, Gorriti, Huici, Iribas, Madoz, Lezaeta, Muguiro und Odériz sowie die Wüstung Señorío de Eraso. Der Verwaltungssitz der Gemeinde befindet sich in Muguiro.

## Lage
Larraun liegt etwa 45 Kilometer südlich von Donostia-San Sebastián und etwa 40 Kilometer nordwestlich von Pamplona in einer durchschnittlichen Höhe von 565 m. Durch die Gemeinde führt die Autovía A-15.

## Kultur und Sehenswürdigkeiten
- Dolmen
- Laurentiuskirche in Oderitz

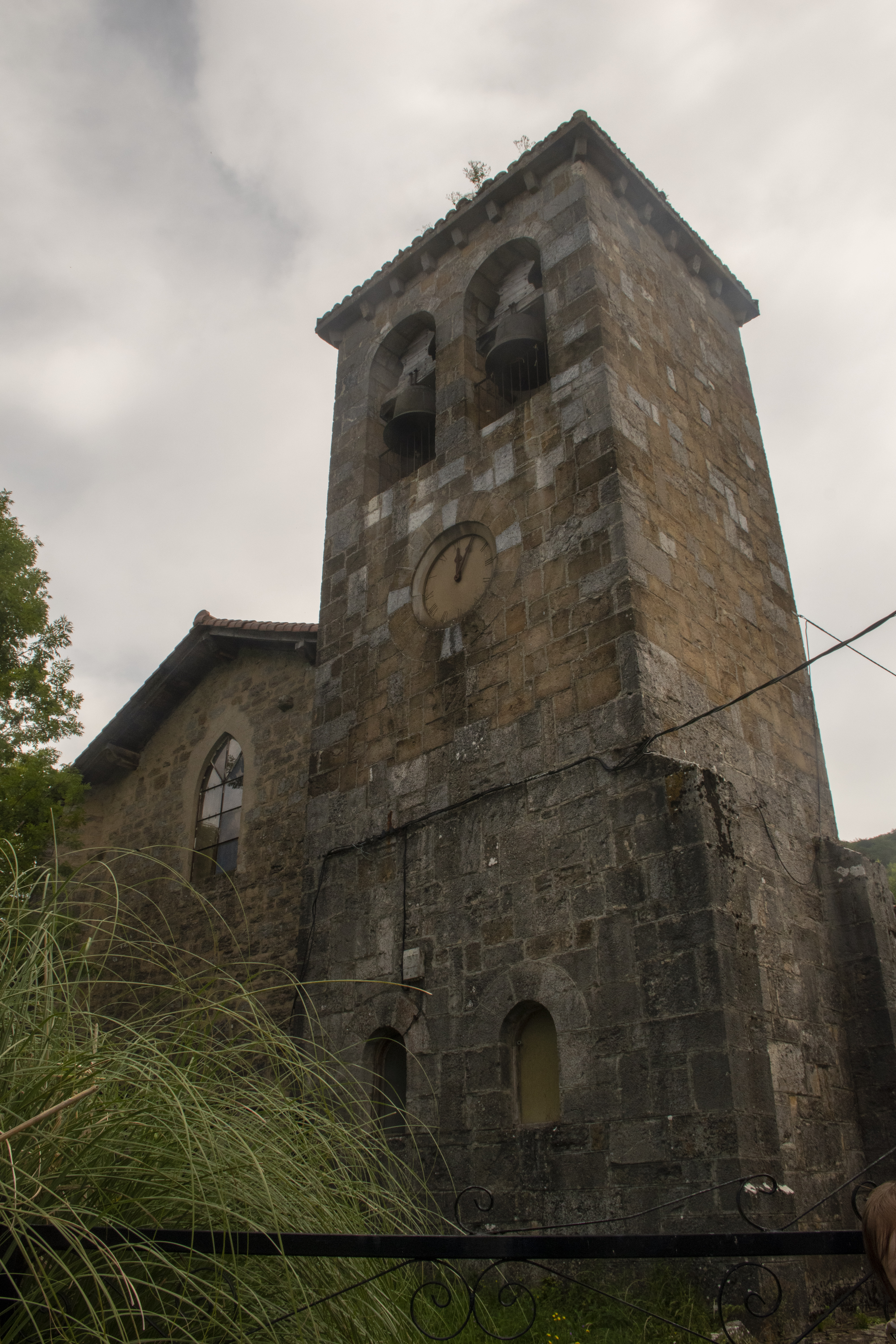
Laurentiuskirche
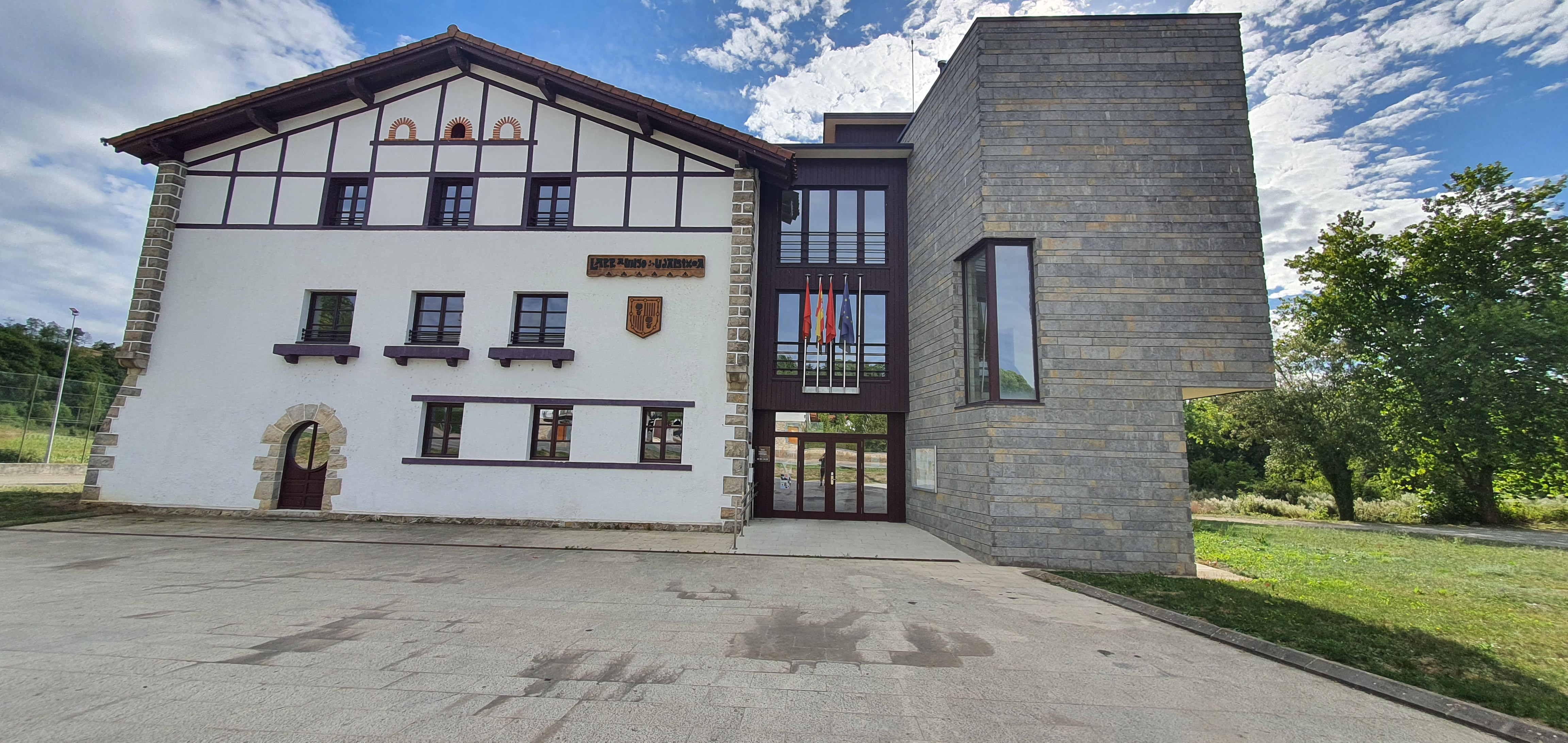
Rathaus